# Barleria lupulina
Barleria lupulina es una especie de planta floral del género Barleria, familia Acanthaceae.
Es nativa de Madagascar. Especie introducida en Bahamas, Bangladés, Benín, Burkina Faso, Camboya, Comoras, República Dominicana, Florida, Guayana Francesa, Haití, India, Jamaica, islas de Sotavento, Mauricio, Antillas Neerlandesas, Puerto Rico, Reunión (Francia), Sri Lanka, Tailandia, Trinidad y Tobago, Venezuela, Vietnam, Himalaya occidental e islas de Barlovento.

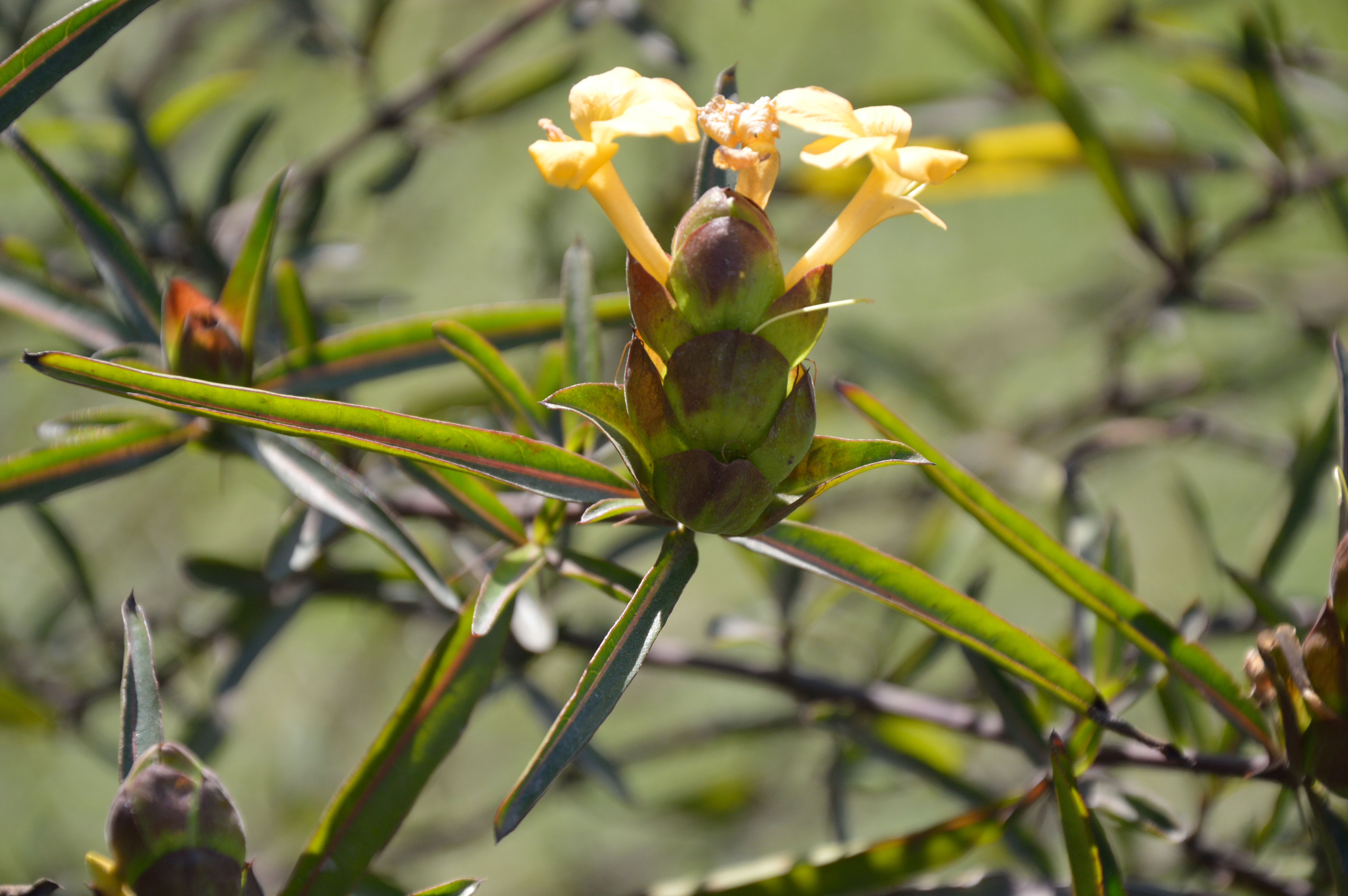
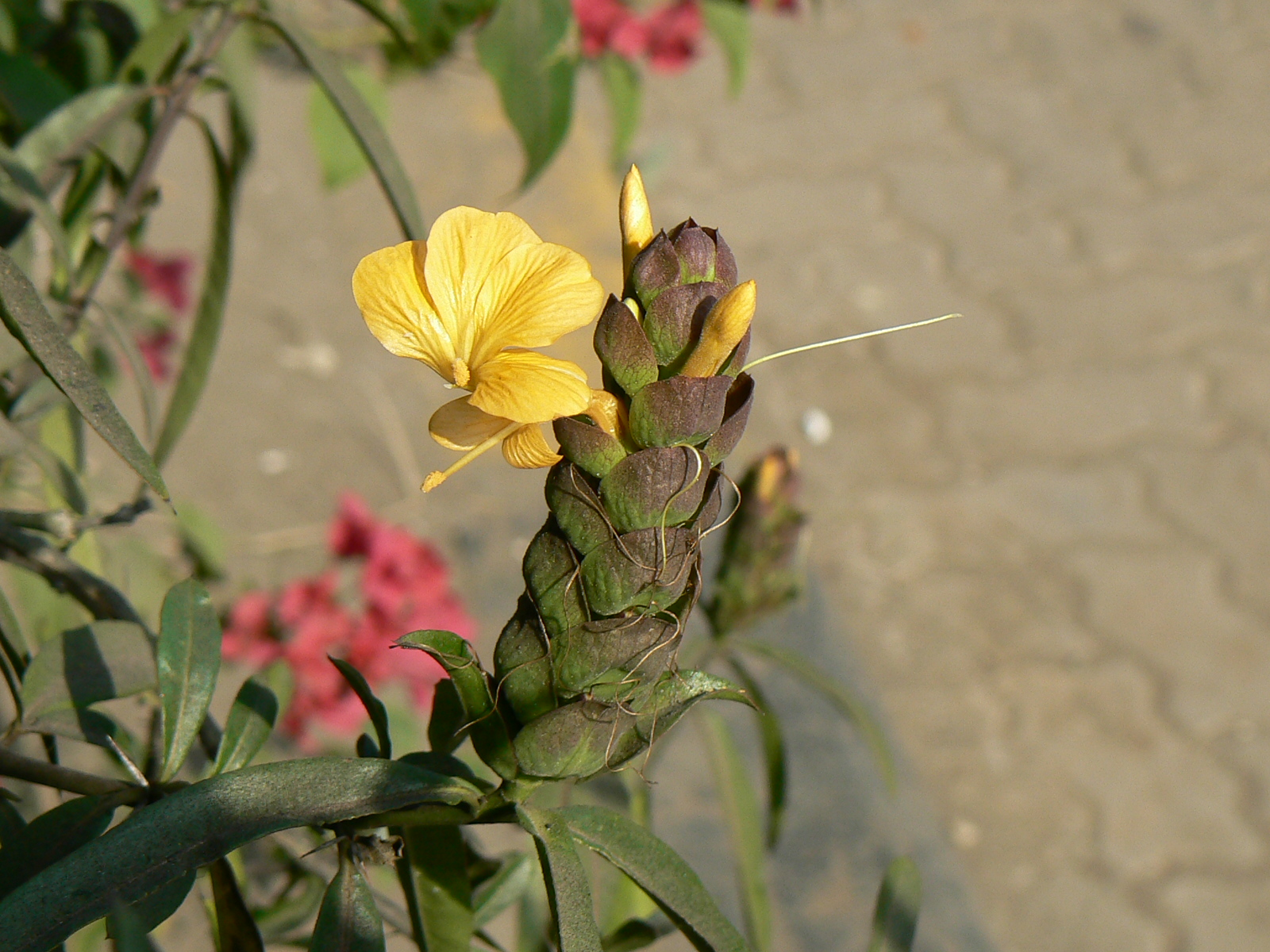
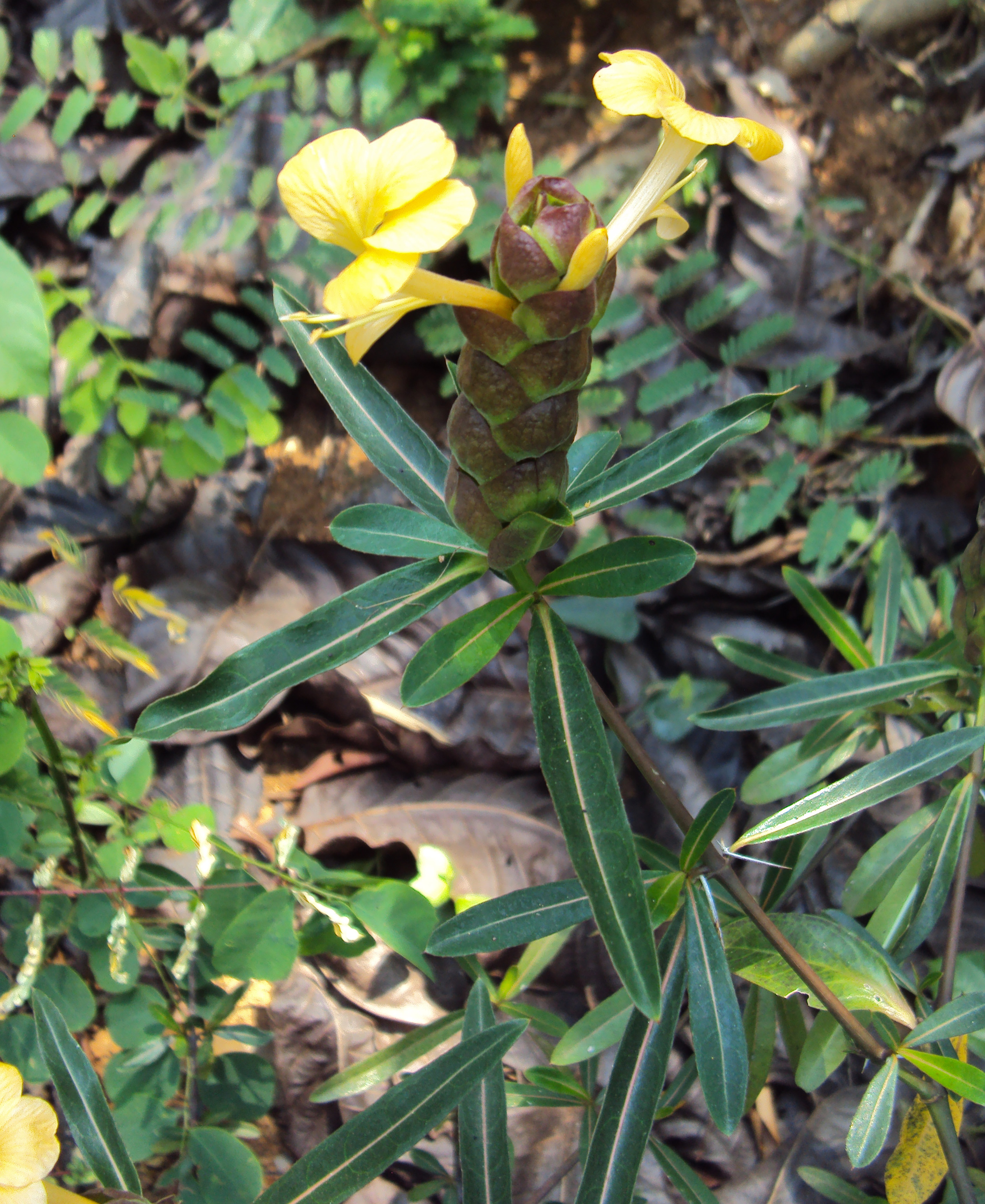
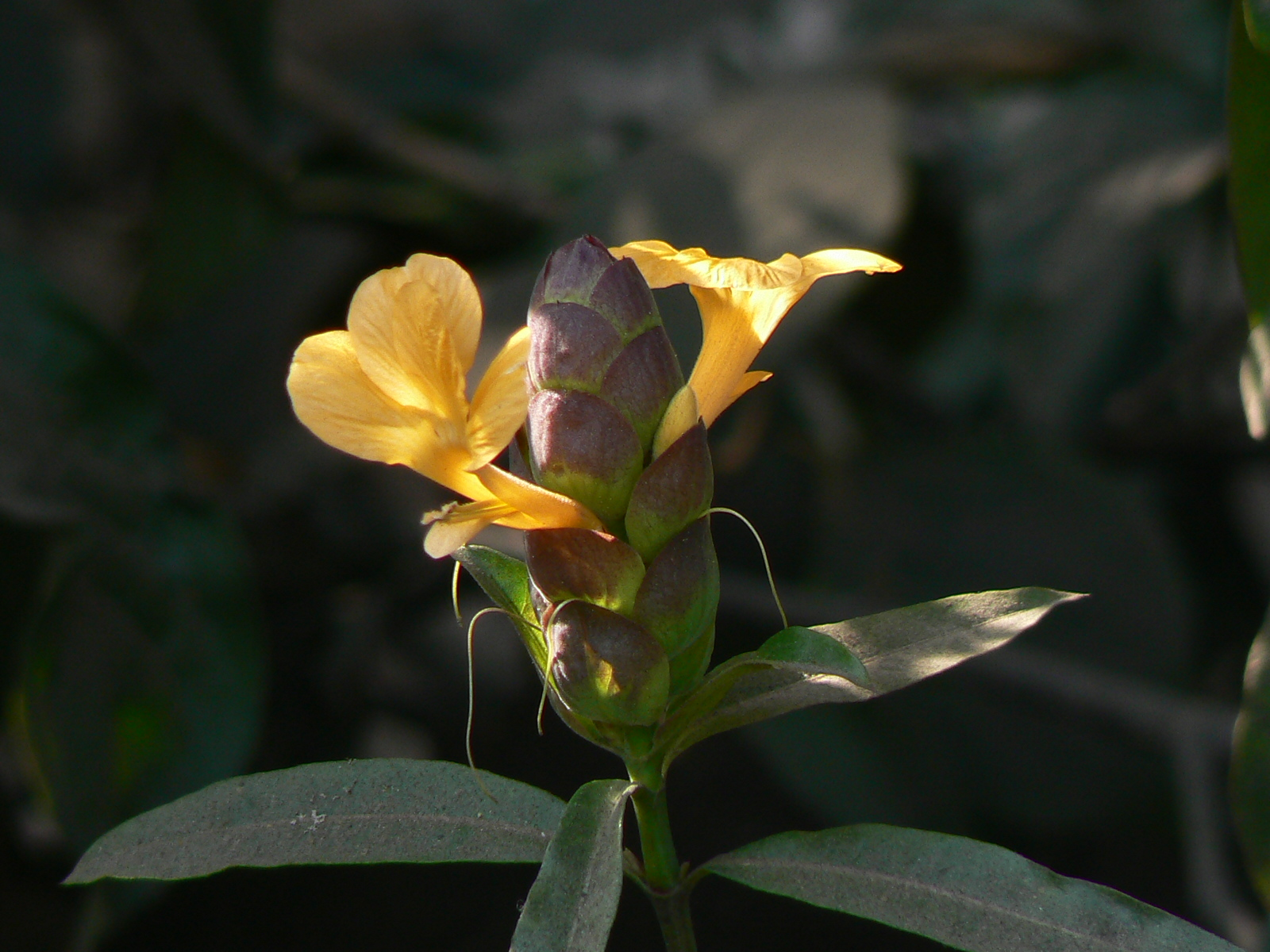